# باول كرولي
باول كرولي (بالإنجليزية: Paul Crowley)‏ (13 أغسطس 1980 في جمهورية أيرلندا - ) هو لاعب كرة قدم أيرلندي في مركز الوسط. لعب مع باتريك أتلتيك ودرودا يونايتد ونادي دوندالك ونادي شامروك روفرز ونادي شيلبورن ونادي كلية جامعة دبلن وووترفورد يونايتد وDublin City F.C. ‏.

## وصلات خارجية
- باول كرولي على موقع قاعدة بيانات كرة القدم.إي يو (الإنجليزية)